# ぶらりくまもとサウンドスケッチ
『ぶらりくまもとサウンドスケッチ』は、2003年4月から2011年3月までエフエム熊本 (FMK) で放送されていたラジオ番組。
熊本県内各地で行われるイベントを紹介していた平日朝のミニ番組で、2003年3月以前にも『ぶらりくまもとサウンドマップ』と題して放送されていた。『サウンドマップ』時代の放送時間は毎週月曜 - 金曜 7:39 - 7:52（日本標準時）であったが、『サウンドスケッチ』への改題とともに 7:48 - 8:00 に変更された。
単独の番組としては2011年3月いっぱいで終了。同年4月からは『ぶらりくまもとMORNING LIVE』（ぶらりくまもとモーニングライブ）と題し、平日朝のワイド番組『FMK Morning Glory』（月曜 - 木曜）と『FMK charmy2』（金曜）内で引き続き放送されている。

## パーソナリティ
以下は『サウンドマップ』時代の出演者。
- 川上鴻一郎、志麻ひろ子[1]

以下は『サウンドスケッチ』時代の出演者。
- 渡辺ひとみ、長木真琴 - いずれも2003年4月から出演[3]。
- 柄沢正行、橋本いづみ[4]
- 植原史子[5]

## テーマ曲
- リー・オスカー（英語版）"Before The Rain" [6]